# Grobel (Rączna)
Grobel – część wsi Rączna w Polsce, położona w województwie małopolskim, w powiecie krakowskim, w gminie Liszki.
W latach 1975–1998 Grobel administracyjnie należał do województwa krakowskiego.